# Glory (canção de Jay-Z)
"Glory" é uma canção do rapper norte-americano Jay-Z com participação de sua filha Blue Ivy Carter (creditada como B.I.C.). Foi produzida por Pharrell Williams, e foi lançada no site oficial do intérprete  LifeandTimes.com  em 9 de janeiro de 2012, dois dias depois de sua esposa Beyoncé Knowles dar à luz a primeira filha do casal, Blue. "Glory" foi agendada para estrear nas estações de rádios urban contemporary norte-americanas em 17 de janeiro de 2012.

## Antecedentes
Em 7 de janeiro de 2012, Beyoncé Knowles deu à luz sua primeira filha com Jay-Z, Blue Ivy Carter, no Hospital Lenox Hill em Nova York.
 Dois dias depois, Jay-Z lançou "Glory" em seu site LifeandTimes.com. Produzida por Pharrell Williams, a canção foi composta em homenagem á Blue Ivy Carter, que é creditada nesta. Foi agendada para estrear nas listas de reprodução das estações de rádios urban contemporary norte-americanas em 17 de janeiro de 2012.

## Composição
"Glory" é uma canção emocional de hip-hop dedicada para Blue Ivy Carter e Knowles, com Jay-Z cantando "Você é minha criança com a criança do Destiny's Child." Liricamente, ela mostra Jay-Z experimentando a alegria imensa de ser pai pela primeira vez, "Sinto o sentimento mais maravilhoso / As palavras não descrevem / O que estou sentido, de verdade / Querida, vou pintar o céu de azul / Minha melhor criação foi você." Descrevendo Blue como "a coisa mais linda desse mundo", ele promete mantê-la feliz — ao contrário de sua própria infância conturbada, que foi marcada pela partida de seu pai, Adnes Reeves. Jocelyn Vena da MTV News, comentou que o conceito da música gira em torno da glória da paternidade.
"Glory" começa com os batimentos cardíacos da Blue, seguido por um verso de rap: "Sinto o sentimento mais maravilhoso / As palavras não descrevem / O que estou sentido, de verdade / Querida, vou pintar o céu de azul / Minha melhor criação foi você." Conforme o avanço da canção, Jay-Z revela que o bebê foi "feito" em Paris, um dia antes de Knowles lançar a capa do seu quarto álbum de estúdio 4 (2011). Também é detalhada a luta da gravidez de Jay-Z e Knowles, incluindo um aborto espontâneo sofrido por ela, mostrado nas linhas: "Alarmes falsos e começos falsos, tudo foi aperfeiçoado pelo som do seu coração... da última vez, o aborto foi tão trágico" e "Tínhamos medo que você desaparecesse/Mas, não, querida, você é mágica". Em referência à morte de Aaliyah em um acidente de avião em 2001, Jay Z também pede a Blue que exerça segurança, com a letra: "Apenas certifique-se de que o avião em que você está seja maior do que sua bagagem de mão". No final do "Glory", pode se ouvir Blue Ivy Carter chorando.

## Recepção da crítica
Touré da revista Time chamou "Glory" de "a melhor canção de amor na história do hip-hop". Chris Randle do jornal The Village Voice escreveu que a canção "soa humilde e aliviada, e macia o suficiente para suportar algumas marcas; em certos pontos, a voz de Jay parece meio trêmula."

## Desempenho nas paradas musicais
| Parada musical (2012)                              | Melhor posição |
| -------------------------------------------------- | -------------- |
| Estados Unidos - Hot R&B/Hip-Hop Songs (Billboard) | 63             |
| Estados Unidos - Rap Songs (Billboard)             | 23             |